# Jelšavský kras

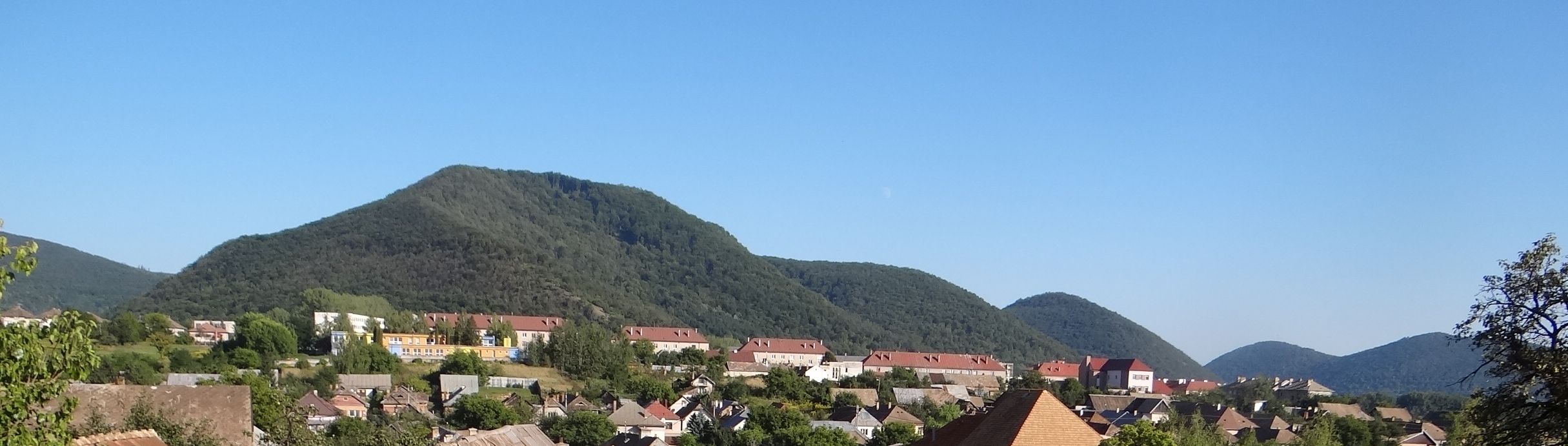
Jelšava, Slovenska skala i Jelšavský kras

Jelšavský kras – najdalej na zachód wysunięty i najmniejszy płaskowyż w Krasie Słowackim. Jest jednym z kilku płaskowyży (po słowacku zwanych planinanami). Obejmuje szczyty Slovenska skala (622 m) i Stráň (513 m). Ciągnie się od ujścia  Lovnickiego Potoku (Lovnický potok) do rzeki Muráň w miejscowości Jelšava, w kierunku południowo-wschodnim przechodzi w płaskowyż Koniarská planina.
Jelšavský kras zbudowany jest ze skał wapiennych. Jego wierzchowinę i stoki porasta las bukowy. Część południowa wchodzi w skład otuliny Parku Narodowego Kras Słowacki, granica tej otuliny biegnie przez szczyty Slovenska skala i Stráň. Nie prowadzi tędy żaden znakowany szlak turystyczny.